# Siege (film)
Pour plus de détails, voir Fiche technique et Distribution.
Siege est un court métrage documentaire américain réalisé par Julien Bryan, sorti en 1940.
Ce film dépeint la vie quotidienne dans les rues de Varsovie lors du siège de la ville en 1939.

## Postérité
En 2006, le film est catalogué dans le National Film Registry des États-Unis par le bibliothécaire du Congrès en tant que « dossier unique et horrible de la brutalité terrible de la guerre,. » Le film a été nommé en 1941 pour un oscar du cinéma dans la catégorie Oscar du meilleur court métrage en prises de vues réelles.